# Зли поток
Зли поток (на албански: Zlipotok; на сръбски: Зли Поток или Zli Potok) е село, разположено в областта Гора, в община Драгаш, Косово.

## География
Селото е разположено на юг от общинския център Драгаш.

## История
Васил Кънчов отбелязва през 1900 година Зли-поток сред селата в Гора, населени от българи  мохамедани, наричани торбеши. Броят на къщите е 100.
След Междусъюзническата война селото попада в Сърбия. Според Стефан Младенов в 1916 година Злѝ поток е българско село със 100 къщи.
На етническата си карта на Северозападна Македония в 1929 година Афанасий Селишчев отбелязва Зли поток като българско село.
Берат джамия в Зли поток е обявена за архитектурен паметник на културата.

## Личности
Родени в Зли поток
- Фахрудин Юсуфи (р. 1939), югославски футболист